# دايل والترز
دايل والترز (مواليد 27 سبتمبر 1963) هو ملاكم كندي، مثّل بلاده في الألعاب الأولمبية الصيفية 1984 وحقق الميدالية البرونزية في فئة وزن البانتام.

## روابط خارجية
- دايل والترز على موقع IMDb (الإنجليزية)

دايل والترز على موقع بوكس ريك (الإنجليزية) (registration required)
- دايل والترز على موقع اللجنة الأولمبية الدولية (الإنجليزية)
- دايل والترز على موقع أوليمبيديا (الإنجليزية)
- دايل والترز على موقع اللجنة الأولمبية الكندية (الإنجليزية)